# Città dell'Oregon
Lista delle città dell'Oregon, Stati Uniti d'America, comprendente i comuni (city e town) e i census-designated place (CDP).
I dati sono dell'USCB riferiti al censimento del 2000 e ad una stima del 01-07-2007 (tranne che per i CDP).
| #   | città                 | contea     | status | Cens. 2000 | Stima 01-07-07 |
| --- | --------------------- | ---------- | ------ | ---------- | -------------- |
| 1   | Adair Village         | Benton     | city   | 536        | 569            |
| 2   | Adams                 | Umatilla   | city   | 297        | 292            |
| 3   | Adrian                | Malheur    | city   | 147        | 141            |
| 4   | Albany                | Linn       | city   | 40852      | 47239          |
| 5   | Aloha                 | Washington | CDP    | 41741      |                |
| 6   | Altamont              | Klamath    | CDP    | 19603      |                |
| 7   | Amity                 | Yamhill    | city   | 1478       | 1481           |
| 8   | Antelope              | Wasco      | city   | 59         | 59             |
| 9   | Arlington             | Gilliam    | city   | 524        | 454            |
| 10  | Ashland               | Jackson    | city   | 19522      | 21299          |
| 11  | Astoria               | Clatsop    | city   | 9813       | 9879           |
| 12  | Athena                | Umatilla   | city   | 1221       | 1196           |
| 13  | Aumsville             | Marion     | city   | 3003       | 3389           |
| 14  | Aurora                | Marion     | city   | 655        | 987            |
| 15  | Baker City            | Baker      | city   | 9860       | 9408           |
| 16  | Bandon                | Coos       | city   | 2833       | 2836           |
| 17  | Banks                 | Washington | city   | 1286       | 1591           |
| 18  | Barlow                | Clackamas  | city   | 140        | 143            |
| 19  | Barview               | Coos       | CDP    | 1872       |                |
| 20  | Bay City              | Tillamook  | city   | 1149       | 1142           |
| 21  | Beaver                | Tillamook  | CDP    | 145        |                |
| 22  | Beaverton             | Washington | city   | 76129      | 90704          |
| 23  | Bend                  | Deschutes  | city   | 52029      | 74563          |
| 24  | Biggs Junction        | Sherman    | CDP    | 50         |                |
| 25  | Boardman              | Morrow     | city   | 2855       | 2940           |
| 26  | Bonanza               | Klamath    | town   | 415        | 412            |
| 27  | Brookings             | Curry      | city   | 5447       | 6270           |
| 28  | Brooks                | Marion     | CDP    | 410        |                |
| 29  | Brownsville           | Linn       | city   | 1449       | 1620           |
| 30  | Bunker Hill           | Coos       | CDP    | 1462       |                |
| 31  | Burns                 | Harney     | city   | 3064       | 2684           |
| 32  | Butte Falls           | Jackson    | town   | 439        | 430            |
| 33  | Butteville            | Marion     | CDP    | 293        |                |
| 34  | Canby                 | Clackamas  | city   | 12790      | 15602          |
| 35  | Cannon Beach          | Clatsop    | city   | 1588       | 1725           |
| 36  | Canyon City           | Grant      | town   | 669        | 558            |
| 37  | Canyonville           | Douglas    | city   | 1293       | 1381           |
| 38  | Cape Meares           | Tillamook  | CDP    | 110        |                |
| 39  | Carlton               | Yamhill    | city   | 1514       | 1582           |
| 40  | Cascade Locks         | Hood River | city   | 1115       | 1085           |
| 41  | Cave Junction         | Josephine  | city   | 1363       | 1353           |
| 42  | Cayuse                | Umatilla   | CDP    | 59         |                |
| 43  | Cedar Hills           | Washington | CDP    | 8949       |                |
| 44  | Cedar Mill            | Washington | CDP    | 12597      |                |
| 45  | Central Point         | Jackson    | city   | 12493      | 16447          |
| 46  | Chenoweth             | Wasco      | CDP    | 3412       |                |
| 47  | Chiloquin             | Klamath    | city   | 716        | 712            |
| 48  | Clackamas             | Clackamas  | CDP    | 5177       |                |
| 49  | Clatskanie            | Columbia   | city   | 1528       | 1622           |
| 50  | Cloverdale            | Tillamook  | CDP    | 242        |                |
| 51  | Coburg                | Lane       | city   | 969        | 1021           |
| 52  | Columbia City         | Columbia   | city   | 1571       | 1944           |
| 53  | Condon                | Gilliam    | city   | 759        | 655            |
| 54  | Coos Bay              | Coos       | city   | 15374      | 15763          |
| 55  | Coquille              | Coos       | city   | 4184       | 4161           |
| 56  | Cornelius             | Washington | city   | 9652       | 11365          |
| 57  | Corvallis             | Benton     | city   | 49322      | 51125          |
| 58  | Cottage Grove         | Lane       | city   | 8445       | 9042           |
| 59  | Cove                  | Union      | city   | 594        | 609            |
| 60  | Creswell              | Lane       | city   | 3579       | 4919           |
| 61  | Culver                | Jefferson  | city   | 802        | 1170           |
| 62  | Dallas                | Polk       | city   | 12459      | 15478          |
| 63  | Damascus              | Clackamas  | city   | (X)        | 9400           |
| 64  | Dayton                | Yamhill    | city   | 2119       | 2297           |
| 65  | Dayville              | Grant      | town   | 138        | 114            |
| 66  | Depoe Bay             | Lincoln    | city   | 1174       | 1382           |
| 67  | Deschutes River Woods | Deschutes  | CDP    | 4631       |                |
| 68  | Detroit               | Marion     | city   | 262        | 270            |
| 69  | Donald                | Marion     | city   | 608        | 637            |
| 70  | Drain                 | Douglas    | city   | 1021       | 1027           |
| 71  | Dufur                 | Wasco      | city   | 588        | 584            |
| 72  | Dundee                | Yamhill    | city   | 2598       | 3082           |
| 73  | Dunes City            | Lane       | city   | 1241       | 1449           |
| 74  | Durham                | Washington | city   | 1382       | 1439           |
| 75  | Eagle Point           | Jackson    | city   | 4797       | 8190           |
| 76  | Echo                  | Umatilla   | city   | 650        | 674            |
| 77  | Elgin                 | Union      | city   | 1654       | 1651           |
| 78  | Elkton                | Douglas    | city   | 147        | 146            |
| 79  | Enterprise            | Wallowa    | city   | 1895       | 1718           |
| 80  | Eola                  | Polk       | CDP    | 49         |                |
| 81  | Estacada              | Clackamas  | city   | 2371       | 2437           |
| 82  | Eugene                | Lane       | city   | 137893     | 149004         |
| 83  | Fairview              | Multnomah  | city   | 7561       | 9748           |
| 84  | Falls City            | Polk       | city   | 966        | 1052           |
| 85  | Florence              | Lane       | city   | 7263       | 8328           |
| 86  | Forest Grove          | Washington | city   | 17708      | 20402          |
| 87  | Fossil                | Wheeler    | city   | 469        | 396            |
| 88  | Four Corners          | Marion     | CDP    | 13922      |                |
| 89  | Garden Home-Whitford  | Washington | CDP    | 6931       |                |
| 90  | Garibaldi             | Tillamook  | city   | 899        | 889            |
| 91  | Gaston                | Washington | city   | 600        | 777            |
| 92  | Gates                 | Marion     | city   | 471        | 486            |
| 93  | Gearhart              | Clatsop    | city   | 995        | 1122           |
| 94  | Gervais               | Marion     | city   | 2009       | 2416           |
| 95  | Gladstone             | Clackamas  | city   | 11438      | 12008          |
| 96  | Glendale              | Douglas    | city   | 855        | 886            |
| 97  | Glide                 | Douglas    | CDP    | 1690       |                |
| 98  | Gold Beach            | Curry      | city   | 1897       | 1846           |
| 99  | Gold Hill             | Jackson    | city   | 1073       | 1067           |
| 100 | Gopher Flats          | Umatilla   | CDP    | 401        |                |
| 101 | Grand Ronde           | Polk       | CDP    | 271        |                |
| 102 | Granite               | Grant      | city   | 24         | 20             |
| 103 | Grants Pass           | Josephine  | city   | 23003      | 33171          |
| 104 | Grass Valley          | Sherman    | city   | 171        | 144            |
| 105 | Green                 | Douglas    | CDP    | 6174       |                |
| 106 | Gresham               | Multnomah  | city   | 90205      | 99721          |
| 107 | Haines                | Baker      | city   | 426        | 390            |
| 108 | Halfway               | Baker      | city   | 337        | 307            |
| 109 | Halsey                | Linn       | city   | 724        | 821            |
| 110 | Happy Valley          | Clackamas  | city   | 4519       | 11599          |
| 111 | Harbeck-Fruitdale     | Josephine  | CDP    | 3780       |                |
| 112 | Harbor                | Curry      | CDP    | 2622       |                |
| 113 | Harrisburg            | Linn       | city   | 2795       | 3451           |
| 114 | Hayesville            | Marion     | CDP    | 18222      |                |
| 115 | Hebo                  | Tillamook  | CDP    | 231        |                |
| 116 | Helix                 | Umatilla   | city   | 183        | 180            |
| 117 | Heppner               | Morrow     | city   | 1395       | 1371           |
| 118 | Hermiston             | Umatilla   | city   | 13154      | 14953          |
| 119 | Hillsboro             | Washington | city   | 70186      | 91436          |
| 120 | Hines                 | Harney     | city   | 1623       | 1416           |
| 121 | Hood River            | Hood River | city   | 5831       | 6736           |
| 122 | Hubbard               | Marion     | city   | 2483       | 2756           |
| 123 | Huntington            | Baker      | city   | 515        | 470            |
| 124 | Idanha                | Marion     | city   | 232        | 228            |
| 125 | Imbler                | Union      | city   | 284        | 283            |
| 126 | Independence          | Polk       | city   | 6035       | 9122           |
| 127 | Ione                  | Morrow     | city   | 321        | 317            |
| 128 | Irrigon               | Morrow     | city   | 1702       | 1744           |
| 129 | Island City           | Union      | city   | 916        | 915            |
| 130 | Jacksonville          | Jackson    | city   | 2235       | 2183           |
| 131 | Jefferson             | Marion     | city   | 2487       | 2972           |
| 132 | Jennings Lodge        | Clackamas  | CDP    | 7036       |                |
| 133 | John Day              | Grant      | city   | 1821       | 1519           |
| 134 | Johnson City          | Clackamas  | city   | 634        | 659            |
| 135 | Jordan Valley         | Malheur    | city   | 239        | 230            |
| 136 | Joseph                | Wallowa    | city   | 1054       | 959            |
| 137 | Junction City         | Lane       | city   | 4721       | 5414           |
| 138 | Keizer                | Marion     | city   | 32203      | 35312          |
| 139 | King City             | Washington | city   | 1949       | 2370           |
| 140 | Kirkpatrick           | Umatilla   | CDP    | 172        |                |
| 141 | Klamath Falls         | Klamath    | city   | 19462      | 19662          |
| 142 | La Grande             | Union      | city   | 12327      | 12527          |
| 143 | La Pine               | Deschutes  | city   | 5799       | 909            |
| 144 | Labish Village        | Marion     | CDP    | 376        |                |
| 145 | Lafayette             | Yamhill    | city   | 2586       | 3499           |
| 146 | Lake Oswego           | Clackamas  | city   | 35278      | 36698          |
| 147 | Lakeside              | Coos       | city   | 1371       | 1457           |
| 148 | Lakeview              | Lake       | town   | 2474       | 2345           |
| 149 | Lebanon               | Linn       | city   | 12950      | 14836          |
| 150 | Lexington             | Morrow     | town   | 263        | 260            |
| 151 | Lincoln Beach         | Lincoln    | CDP    | 2078       |                |
| 152 | Lincoln City          | Lincoln    | city   | 7437       | 7969           |
| 153 | Lonerock              | Gilliam    | city   | 24         | 21             |
| 154 | Long Creek            | Grant      | city   | 228        | 188            |
| 155 | Lostine               | Wallowa    | city   | 263        | 237            |
| 156 | Lowell                | Lane       | city   | 857        | 995            |
| 157 | Lyons                 | Linn       | city   | 1008       | 1126           |
| 158 | Madras                | Jefferson  | city   | 5078       | 5424           |
| 159 | Malin                 | Klamath    | city   | 638        | 631            |
| 160 | Manzanita             | Tillamook  | city   | 564        | 622            |
| 161 | Marion                | Marion     | CDP    | 274        |                |
| 162 | Maupin                | Wasco      | city   | 411        | 408            |
| 163 | Maywood Park          | Multnomah  | city   | 777        | 761            |
| 164 | McMinnville           | Yamhill    | city   | 26499      | 30899          |
| 165 | Medford               | Jackson    | city   | 63154      | 72186          |
| 166 | Mehama                | Marion     | CDP    | 283        |                |
| 167 | Merrill               | Klamath    | city   | 897        | 888            |
| 168 | Metolius              | Jefferson  | city   | 635        | 742            |
| 169 | Metzger               | Washington | CDP    | 3354       |                |
| 170 | Mill City             | Linn       | city   | 1537       | 1676           |
| 171 | Millersburg           | Linn       | city   | 651        | 663            |
| 172 | Milton-Freewater      | Umatilla   | city   | 6470       | 6335           |
| 173 | Milwaukie             | Clackamas  | city   | 20490      | 20662          |
| 174 | Mission               | Umatilla   | CDP    | 1019       |                |
| 175 | Mitchell              | Wheeler    | city   | 170        | 143            |
| 176 | Molalla               | Clackamas  | city   | 5647       | 7115           |
| 177 | Monmouth              | Polk       | city   | 7741       | 9471           |
| 178 | Monroe                | Benton     | city   | 607        | 594            |
| 179 | Monument              | Grant      | city   | 151        | 125            |
| 180 | Moro                  | Sherman    | city   | 337        | 285            |
| 181 | Mosier                | Wasco      | city   | 410        | 410            |
| 182 | Mount Angel           | Marion     | city   | 3121       | 3428           |
| 183 | Mount Hood Village    | Clackamas  | CDP    | 3306       |                |
| 184 | Mount Vernon          | Grant      | city   | 595        | 494            |
| 185 | Myrtle Creek          | Douglas    | city   | 3419       | 3520           |
| 186 | Myrtle Point          | Coos       | city   | 2451       | 2440           |
| 187 | Nehalem               | Tillamook  | city   | 203        | 205            |
| 188 | Neskowin              | Tillamook  | CDP    | 169        |                |
| 189 | Netarts               | Tillamook  | CDP    | 744        |                |
| 190 | Newberg               | Yamhill    | city   | 18064      | 22193          |
| 191 | Newport               | Lincoln    | city   | 9532       | 9852           |
| 192 | North Bend            | Coos       | city   | 9544       | 9672           |
| 193 | North Plains          | Washington | city   | 1605       | 1813           |
| 194 | North Powder          | Union      | city   | 489        | 487            |
| 195 | Nyssa                 | Malheur    | city   | 3163       | 3026           |
| 196 | Oak Grove             | Clackamas  | CDP    | 12808      |                |
| 197 | Oak Hills             | Washington | CDP    | 9050       |                |
| 198 | Oakland               | Douglas    | city   | 954        | 961            |
| 199 | Oakridge              | Lane       | city   | 3148       | 3166           |
| 200 | Oatfield              | Clackamas  | CDP    | 15750      |                |
| 201 | Oceanside             | Tillamook  | CDP    | 326        |                |
| 202 | Odell                 | Hood River | CDP    | 1849       |                |
| 203 | Ontario               | Malheur    | city   | 10985      | 11086          |
| 204 | Oregon City           | Clackamas  | city   | 25754      | 31086          |
| 205 | Pacific City          | Tillamook  | CDP    | 1027       |                |
| 206 | Paisley               | Lake       | city   | 247        | 237            |
| 207 | Parkdale              | Hood River | CDP    | 266        |                |
| 208 | Pendleton             | Umatilla   | city   | 16354      | 16477          |
| 209 | Philomath             | Benton     | city   | 3838       | 4457           |
| 210 | Phoenix               | Jackson    | city   | 4060       | 4286           |
| 211 | Pilot Rock            | Umatilla   | city   | 1532       | 1496           |
| 212 | Pine Grove            | Wasco      | CDP    | 162        |                |
| 213 | Pine Hollow           | Wasco      | CDP    | 424        |                |
| 214 | Port Orford           | Curry      | city   | 1153       | 1125           |
| 215 | Portland              | Multnomah  | city   | 529121     | 550396         |
| 216 | Powers                | Coos       | city   | 734        | 733            |
| 217 | Prairie City          | Grant      | city   | 1080       | 902            |
| 218 | Prescott              | Columbia   | city   | 72         | 73             |
| 219 | Prineville            | Crook      | city   | 7356       | 10075          |
| 220 | Rainier               | Columbia   | city   | 1687       | 1805           |
| 221 | Raleigh Hills         | Washington | CDP    | 5865       |                |
| 222 | Redmond               | Deschutes  | city   | 13481      | 23769          |
| 223 | Redwood               | Josephine  | CDP    | 5844       |                |
| 224 | Reedsport             | Douglas    | city   | 4378       | 4285           |
| 225 | Richland              | Baker      | city   | 147        | 134            |
| 226 | Rickreall             | Polk       | CDP    | 57         |                |
| 227 | Riddle                | Douglas    | city   | 1014       | 1012           |
| 228 | Rivergrove            | Clackamas  | city   | 324        | 343            |
| 229 | Riverside             | Umatilla   | CDP    | 189        |                |
| 230 | Rockaway Beach        | Tillamook  | city   | 1267       | 1379           |
| 231 | Rockcreek             | Washington | CDP    | 9404       |                |
| 232 | Rogue River           | Jackson    | city   | 1847       | 1934           |
| 233 | Rose Lodge            | Lincoln    | CDP    | 1708       |                |
| 234 | Roseburg              | Douglas    | city   | 20017      | 20906          |
| 235 | Roseburg North        | Douglas    | CDP    | 5473       |                |
| 236 | Rowena                | Wasco      | CDP    | 148        |                |
| 237 | Rufus                 | Sherman    | city   | 268        | 227            |
| 238 | Salem                 | Marion     | city   | 136924     | 151913         |
| 239 | Sandy                 | Clackamas  | city   | 5385       | 8643           |
| 240 | Scappoose             | Columbia   | city   | 4976       | 6214           |
| 241 | Scio                  | Linn       | city   | 695        | 752            |
| 242 | Scotts Mills          | Marion     | city   | 312        | 337            |
| 243 | Seaside               | Clatsop    | city   | 5900       | 6219           |
| 244 | Seneca                | Grant      | city   | 223        | 184            |
| 245 | Shady Cove            | Jackson    | city   | 2307       | 2299           |
| 246 | Shaniko               | Wasco      | city   | 26         | 26             |
| 247 | Sheridan              | Yamhill    | city   | 3570       | 5735           |
| 248 | Sherwood              | Washington | city   | 11791      | 17219          |
| 249 | Siletz                | Lincoln    | city   | 1133       | 1098           |
| 250 | Silverton             | Marion     | city   | 7414       | 9433           |
| 251 | Sisters               | Deschutes  | city   | 959        | 1516           |
| 252 | Sodaville             | Linn       | city   | 290        | 293            |
| 253 | South Lebanon         | Linn       | CDP    | 1155       |                |
| 254 | Spray                 | Wheeler    | town   | 140        | 118            |
| 255 | Springfield           | Lane       | city   | 52864      | 56666          |
| 256 | St. Helens            | Columbia   | city   | 10019      | 12347          |
| 257 | St. Paul              | Marion     | city   | 354        | 411            |
| 258 | Stanfield             | Umatilla   | city   | 1979       | 1944           |
| 259 | Stayton               | Marion     | city   | 6816       | 7314           |
| 260 | Sublimity             | Marion     | city   | 2148       | 2547           |
| 261 | Summerville           | Union      | town   | 117        | 116            |
| 262 | Sumpter               | Baker      | city   | 171        | 156            |
| 263 | Sunnyside             | Clackamas  | CDP    | 6791       |                |
| 264 | Sutherlin             | Douglas    | city   | 6669       | 7201           |
| 265 | Sweet Home            | Linn       | city   | 8016       | 8769           |
| 266 | Talent                | Jackson    | city   | 5589       | 6150           |
| 267 | Tangent               | Linn       | city   | 933        | 981            |
| 268 | Terrebonne            | Deschutes  | CDP    | 1469       |                |
| 269 | The Dalles            | Wasco      | city   | (X)        | 11935          |
| 270 | Three Rivers          | Deschutes  | CDP    | 2445       |                |
| 271 | Tigard                | Washington | city   | 41223      | 49609          |
| 272 | Tillamook             | Tillamook  | city   | 4352       | 4511           |
| 273 | Toledo                | Lincoln    | city   | 3472       | 3333           |
| 274 | Tri-City              | Douglas    | CDP    | 3519       |                |
| 275 | Troutdale             | Multnomah  | city   | 13777      | 15366          |
| 276 | Tualatin              | Washington | city   | 22791      | 26303          |
| 277 | Turner                | Marion     | city   | 1199       | 1673           |
| 278 | Tutuilla              | Umatilla   | CDP    | 460        |                |
| 279 | Tygh Valley           | Wasco      | CDP    | 224        |                |
| 280 | Ukiah                 | Umatilla   | city   | 255        | 251            |
| 281 | Umatilla              | Umatilla   | city   | 4978       | 6315           |
| 282 | Union                 | Union      | city   | 1926       | 1953           |
| 283 | Unity                 | Baker      | city   | 131        | 120            |
| 284 | Vale                  | Malheur    | city   | 1976       | 1901           |
| 285 | Veneta                | Lane       | city   | 2755       | 4114           |
| 286 | Vernonia              | Columbia   | city   | 2228       | 2275           |
| 287 | Waldport              | Lincoln    | city   | 2050       | 2024           |
| 288 | Wallowa               | Wallowa    | city   | 869        | 785            |
| 289 | Wamic                 | Wasco      | CDP    | 36         |                |
| 290 | Warm Springs          | Jefferson  | CDP    | 2431       |                |
| 291 | Warrenton             | Clatsop    | city   | 4096       | 4456           |
| 292 | Wasco                 | Sherman    | city   | 381        | 323            |
| 293 | Waterloo              | Linn       | town   | 239        | 241            |
| 294 | West Haven-Sylvan     | Washington | CDP    | 7147       |                |
| 295 | West Linn             | Clackamas  | city   | 22261      | 24960          |
| 296 | West Slope            | Washington | CDP    | 6442       |                |
| 297 | Westfir               | Lane       | city   | 276        | 277            |
| 298 | Weston                | Umatilla   | city   | 717        | 700            |
| 299 | Wheeler               | Tillamook  | city   | 391        | 393            |
| 300 | White City            | Jackson    | CDP    | 5466       |                |
| 301 | Willamina             | Yamhill    | city   | 1844       | 1921           |
| 302 | Wilsonville           | Clackamas  | city   | 13991      | 18814          |
| 303 | Winchester Bay        | Douglas    | CDP    | 488        |                |
| 304 | Winston               | Douglas    | city   | 4613       | 4764           |
| 305 | Wood Village          | Multnomah  | city   | 2860       | 3157           |
| 306 | Woodburn              | Marion     | city   | 20100      | 22044          |
| 307 | Yachats               | Lincoln    | city   | 617        | 673            |
| 308 | Yamhill               | Yamhill    | city   | 794        | 859            |
| 309 | Yoncalla              | Douglas    | city   | 1052       | 1047           |